# Bitterrootkette
Die Bitterrootkette (englisch Bitterroot Range) ist eine etwa 640 km lange Bergkette, die sich entlang der Grenze zwischen den US-amerikanischen Bundesstaaten Idaho und Montana zieht. Der Gebirgszug reicht vom Lake Pend Oreille im Nordwesten bis zum Monida Pass im Südosten. Er ist Teil der nördlichen Rocky Mountains und wurde nach einer Bitterwurzart (engl. Bitterroot, wissenschaftlicher Name: Lewizia rediviva) benannt. Die Gipfel sind im Schnitt 2700 m hoch, der höchste Berg ist der Scott Peak in den Beaverhead Mountains mit 3474 m. Von dem 62.736 km²
großen Gebiet werden 6.475 km² durch die US-Forstbehörde verwaltet.
Die Bitterroot Range ist nicht zu verwechseln mit den Bitterroot Mountains, die einen Teil des Gebirgszuges bilden.
Die Bitterroot Range umfasst folgende Bergzüge und Teilgebirge (von Nordwesten nach Südosten sortiert): 
- Coeur d’Alene Mountains
- Saint Joe Mountains
- Bitterroot Mountains
- Beaverhead Mountains